# Luís Buchinho

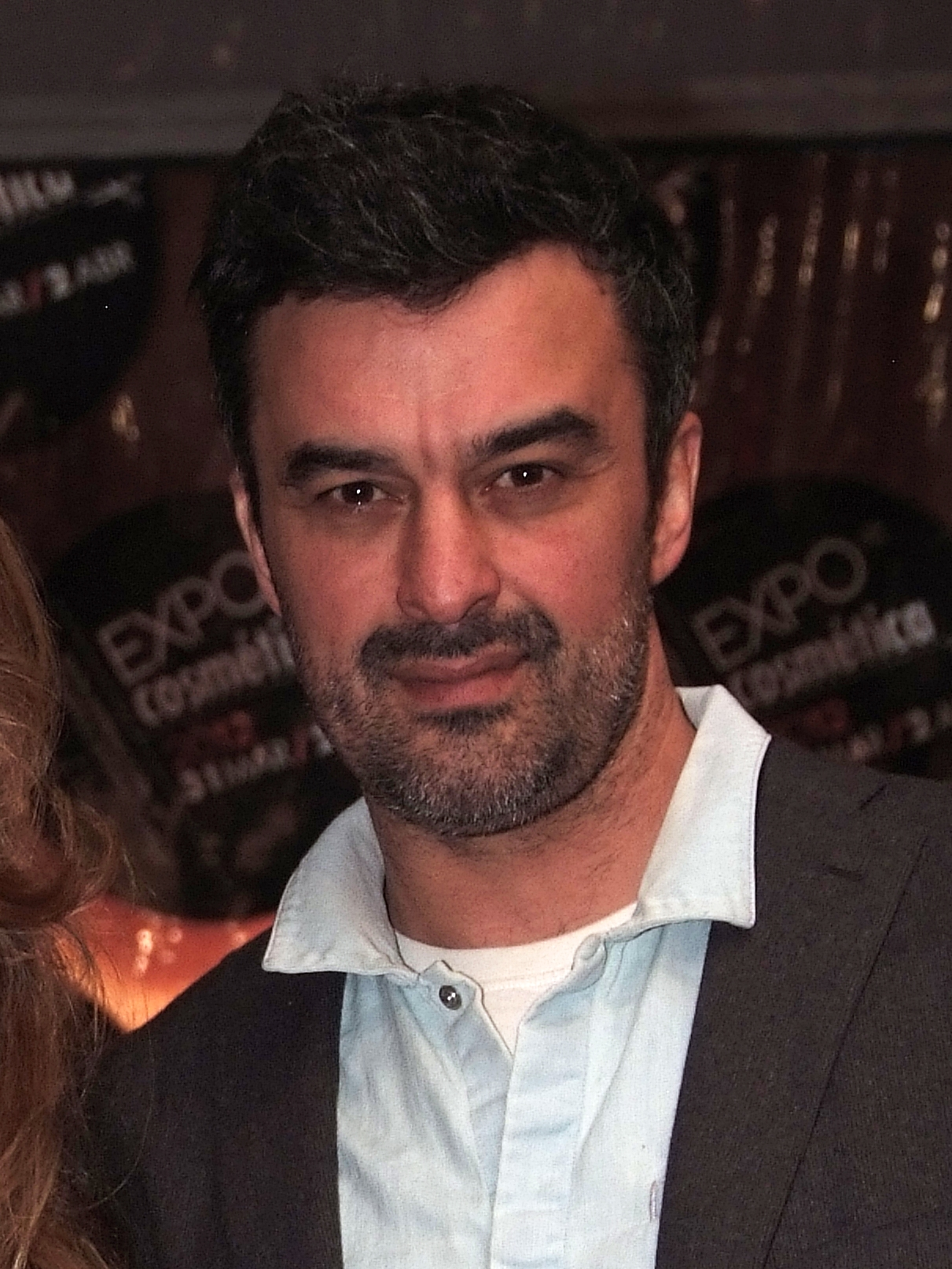
Luís Buchinho na Exponor em 2012.

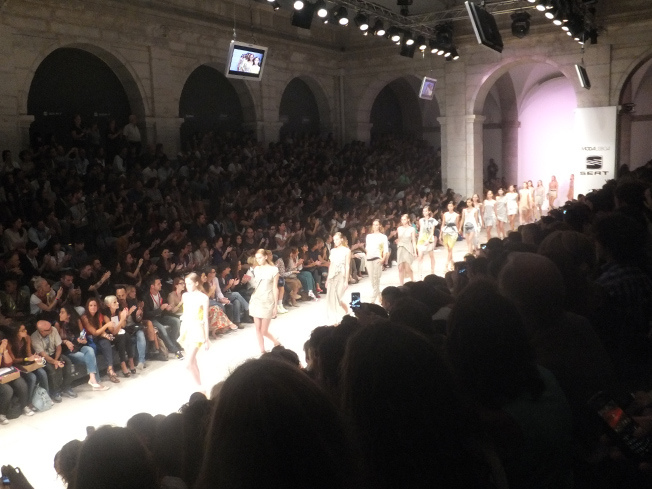
Desfile Luís Buchinho na ModaLisboa

Luís Miguel Ferreira Buchinho (Setúbal, 3 de setembro de 1969) é um estilista português reconhecido pelo seu trabalho a nível nacional e internacional.

## Carreira
Em 1985, Buchinho fixa residência no Porto, frequentando o curso de design de moda no CITEX, concluído em 1989, ano em que iniciou o seu relacionamento com a empresa JOTEX, com um estágio, onde acabou por permanecer como designer. Luís participou ainda, no início da sua carreira, em vários concursos de jovens criadores onde teve grande destaque. Em 1990, Luís Buchinho vence o Concurso de Jovens Criadores da Portex, bem como o Prémio Agulha de Ouro[carece de fontes?], atribuído pela Academia de Braga. Ainda nesse ano, esteve presente, na categoria de jovem talento, na ModaLisboa, começando a leccionar Ilustração de Moda na Academia de Moda do Porto. No ano seguinte, o jornal Se7e atribuiu-lhe o prémio relativo ao mais promissor estilista do ano.[carece de fontes?]
O ano de 1992 marca a sua primeira incursão no estrangeiro, estando presente na Bienal de Jovens Criadores do Mediterrâneo, em Florença. Participa, desde 1994, em vários eventos de moda como criador convidado: o Portugal Fashion, o Porto de Moda e o ModaLisboa. Desde 1998, tem participado em vários desfiles internacionais, como na São Paulo Fashion Week, na New York Fashion Week, em Nova Iorque, e no calendário oficial da Semana da Moda de Paris, na qual mantém uma presença assídua desde então.[carece de fontes?]
Em 2004 participa na emissão filatélica "Moda Portuguesa", com a elaboração de um selo, para os CTT Correios de Portugal. 
Em 1999, na ModaLisboa, recebe o prémio para a Melhor Colecção Feminina, tendo sido galardoado com o prémio de  Melhor Criador. Em 2010 é distinguido com o prémio de Melhor Criador de Moda na primeira edição dos Fashion Awards Portugal, promovidos  pela Fashion TV Ibérica e, em 2011 vê o seu trabalho ser novamente reconhecido ao vencer o Globo de Ouro 2012 e o Globo de Ouro de 2016, na categoria de Melhor Estilista . Depois de haver sido nomeado, em 2011, para a categoria de Melhor Criador dos Fashion Awards Portugal, promovidos  pela Fashion TV Ibérica, viria a novamente a ser galardoado com este prémio em 2012 .

### Nota
- Num acto de reconhecimento do seu trabalho, a Câmara Municipal de Setúbal distinguiu o estilista Luís Buchinho, no dia de Bocage (15 de Setembro de 2008), com a "Medalha de Honra da Cidade".